# Beaver County (Utah)
Beaver County is een van de 29 county's in de Amerikaanse staat Utah.
De county heeft een landoppervlakte van 6.708 km² en telt 6.005 inwoners (volkstelling 2000). De hoofdplaats is Beaver.

## Geografische gegevens
Beaver County heeft een landoppervlakte van 2589,95 km² (gegevens uit 2000).

## Bevolking
In 2000 telde Beaver County 6.005 inwoners, waarvan 48,3% vrouw en 51,7% man. 97,1% van de totale bevolking is blank, 1,2% is van Indiaanse en Alaskaanse afkomst, 1,0% is van Aziatische afkomst en 8,4% van de bevolking is van Spaanse of Latijns-Amerikaanse afkomst.
Beaver County telde in 2000 1.982 huishoudens.

## Financieel
De gemiddelde waarde van een huis lag in 2000 op 89.200 dollar (gemiddelde Utah: 146.100 dollar) en 79,0% van alle inwoners bezit een huis in zijn eigen county. Het gemiddelde inkomen per huishouden lag in 2004 op 41.205 dollar.